# Marșul spre Drina (film)
Marșul spre Drina (în sârbă Марш на Дрину, în sârbocroată Marš na Drinu) este un film de război iugoslav din 1964, regizat de Živorad (Žika) Mitrović. Filmul a fost produs de studioul Avala Film din Belgrad. Scenariul a fost scris de Arsen Diklić și Žika Mitrović. Titlul filmului provine de la compoziția muzicală omonimă din 1914 a lui Stanislav Binički. Rolurile principale sunt interpretate de Ljuba Tadić, Aleksandar Gavrić, Branko Pleša, Nikola Jovanović, Hussein Čokić, Zoran Radmilović, Vlada Popović, Branislav Jerinić și Dragomir Bojanić.
Acțiunea filmului are loc în Serbia în vara anului 1914, în timpul Primului Război Mondial. Filmul prezintă marșul forțat al unei baterii de artilerie sârbe către Muntele Cer din vestul Serbiei pentru a se confrunta cu trupele austro-ungare care invadaseră țara prin traversarea râului Drina, rezistența eroică a militarilor sârbi în Bătălia de pe Muntele Cer (15–24 august 1914) și apoi alungarea forțelor invadatoare peste Drina. Bătălia de pe Muntele Cer a fost o luptă emblematică a Primului Război Mondial, reprezentând prima victorie a Antantei în războiul împotriva Puterilor Centrale.
Marșul spre Drina a apărut într-o perioadă în care statul federal iugoslav condus de Iosip Broz Tito urmărea să suprime orice formă de naționalism etnic, așa că mass-media iugoslavă a evitat să-l promoveze pentru a nu provoca apariția unor manifestări naționalist-etnice. Rostirea unei înjurături în acest film a constituit o premieră în istoria cinematografiei sârbe. Filmul a avut un mare succes și reprezintă una dintre cele mai cunoscute creații ale regizorului Žika Mitrović.

## Rezumat
La 26 iulie 1914, ca urmare a declarației de război formulate de Austro-Ungaria, guvernul Regatului Serbiei decretează mobilizarea generală a forțelor sale armate. Tânărul locotenent Velimir „Veca” Hadži-Vuković, care provenea dintr-o familie de bancheri bogați din Belgrad, este repartizat la o baterie de artilerie, comandată de verișorul său, Kosta. În timpul celor două războaie balcanice din 1912–1913, el fusese detașat în cadrul Comisiei pentru achiziția de armament, iar acum familia Hadži-Vuković a intervenit iarăși pentru includerea lui în aceeași comisie. Cu toate acestea, Veca își dorește cu ardoare să se alăture bateriei și să meargă la război, iar Kosta încalcă hotărârea familiei și îl primește în unitatea sa.
Bateria de artilerie comandată de căpitanul Kosta Hadži-Vuković se află cantonată la 10 august 1914 în zona orașului Aranđelovac din centrul Serbiei, unde așteaptă primirea ordinelor. Comandanții unităților din cadrul Diviziei Mixte a Armatei a 2-a⁠(d) sunt convocați de colonelul Zdravko Lukić la comandamentul diviziei. În cadrul întrunirii, maiorul Kursula, comandantul unui batalion de infanterie, susține că atacul principal al Austro-Ungariei împotriva Serbiei va avea loc pe râul Drina și nu pe râul Sava, așa cum se anticipa.
Începe marșul către vest, iar la 14 august bateria de artilerie intră în Lazarevac unde face un scurt popas, înainte de a merge mai departe către Ub, unde era adunată întreaga divizie în așteptarea ordinelor. Situația pe front se schimbase, iar Comandamentul Suprem al Armatei Sârbe considera acum că atacul principal al Armatei Austro-Ungare va avea loc pe râul Drina. Prin urmare, potrivit ordinelor, divizia trebuia să se îndrepte urgent către regiunea de nord-vest a Serbiei. În cursul zilei de 15 august bateria ajunge în satul Veliki Bošnjak și formează, împreună cu batalionul maiorului Kursula, avangarda diviziei. Cei doi comandanți (Kursula și Hadži-Vuković) primesc ordinul să se îndrepte către satul Tekeriš de la poalele Muntelui Cer, unde ajung în aceeași noapte.
În dimineața următoare Divizia Mixtă intră în luptă, dar un atac brusc al forțelor inamice îi forțează pe militarii sârbi să-și abandoneze poziția. Copleșiți de artileria inamică, sârbii se retrag de pe muntele Cer și abandonează un tun pe câmpul de bătălie, demontându-i piesele principale pentru a nu mai putea fi folosit în luptă dacă va cădea în mâinile inamicului. Aflat în retragere, maiorul Kursula merge în satul Tekeriš, unde se află cartierul general al Armatei a 2-a, și raportează comandantului armatei, generalul Stepa Stepanović. În aceeași după-amiază unitățile militare sârbe, întărite cu forțe noi, lansează un contraatac și reușesc să împingă trupele inamice peste râul Drina, în Bosnia. Maiorul Kursula este rănit mortal în timpul luptelor, dar în ultimele sale clipe de viață vede cum armata inamică traversează Drina și părăsește teritoriul Serbiei.

## Distribuție
- Ljuba Tadić — maiorul „Badža” Kursula, comandantul unui batalion de infanterie[1][2]
- Aleksandar Gavrić — căpitanul Kosta „Bata Kole” Hadži-Vuković, comandantul bateriei de artilerie[1]
- Branko Pleša — colonelul Zdravko Lukić, comandantul Diviziei Mixte a Armatei a 2-a[1][11]
- Nikola Jovanović — locotenentul Velimir „Veca” Hadži-Vuković, verișorul lui Kosta[1][2]
- Hussein Čokić — sergentul artilerist originar din Šabac[1][2]
- Ljubiša Jovanović — generalul Stepa Stepanović, comandantul Armatei a 2-a⁠(d)[2]
- Zoran Radmilović — soldatul Bogi Petrović, jucătorul de cărți[1][2]
- Vlada Popović — sublocotenentul Miloje Stojanović („Profesorul”)[1][2]
- Branislav Jerinić — soldatul Aleksa Pantić, fratele lui Proka[1][2]
- Dragomir Bojanić — caporalul Janićije[1][2]
- Petre Prličko — bucătarul Trajko, care ghicește soldaților în cărți[2]
- Bozidar Drnić — Trifun Hadži-Vuković, tatăl lui „Veca”[12]
- Strahinja Petrović — Laza, unchiul lui „Veca”[1][2]
- Ružica Sokić — femeia de la fereastră, care vorbește cu Petrović (menționată Ljubica Sokic)[13]
- Predrag Tasovac — Nowotny, un subofițer ceh din Armata Austro-Ungară care se predă sârbilor[13][14]
- Predrag Milinković — medicul militar[13][14]
- Ljubica Golubović — Milena, soția lui Kosta[13][14]
- Rastko Tadić — țăranul din căruță[13][14]
- Božidar Pavićević Longa — ofițer adjutant al maiorului Kursula[13][14]
- Pavle Bogatincević[12][14]
- Bogdan Mihajlović — soldat artilerist proaspăt căsătorit[12][14]
- Miomir Radević Pigi — soldat artilerist care ia prânzul[13][14]
- Milorad Miša Volić[13][14]
- Dragomir Stanojević[13][14]

## Producție

### Scenariu

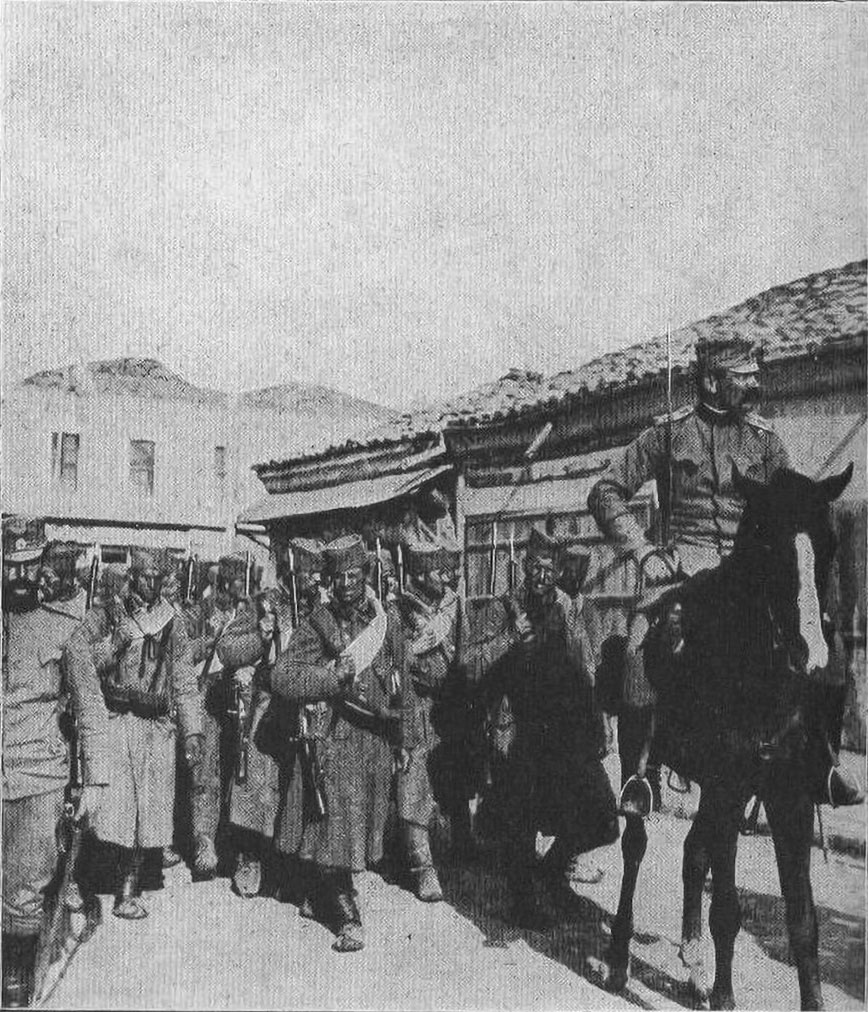
Trupe sârbe aflate în marș către Drina în septembrie 1914

Marșul spre Drina a fost produs de studioul Avala Film din Belgrad, cu sprijinul guvernului Franței, în 1964, cu ocazia aniversării a 50 de ani de la începerea Primului Război Mondial și de la Bătălia de pe Muntele Cer (15–24 august 1914), care era considerată prima victorie a Antantei în războiul împotriva Puterilor Centrale și cea mai mare victorie a Armatei Sârbe în acel conflict militar. Titlul filmului provine de la compoziția muzicală omonimă din 1914 a lui Stanislav Binički, care a avut statutul unui imn național sârb și a fost interzis, din acest motiv, în perioada titoistă de după cel de-al Doilea Război Mondial.
Scenariul filmului a fost scris de cineaștii Arsen Diklić și Žika Mitrović și a folosit ca pretext și, parțial, ca sursă de inspirație nuvela „Breșa” (în sârbă Пробој, cu alfabetul latin: Proboj) a lui Radoje Janković (1879–1943), care fusese inclusă în volumul Zile și ani (în sârbă Дани и године, cu alfabetul latin: Dani i godine), publicat în anul 1926 la Belgrad. Nuvela sus-menționată prezintă ieșirea din încercuire, în timpul Primului Război Mondial, a Regimentului III Cavalerie al Armatei Sârbe prin traversarea călare și în deplină tăcere a unui sat ocupat de forțele austriece în districtul Mačva; întregul volum, din care făcea parte nuvela respectivă, era considerat însă depășit la acea vreme, deoarece povestea întâmplări din „tempi passati” (vremuri trecute). Personajul căpitanului de artilerie Kosta Hadži-Vuković, cunoscut sub numele de „Bata Kole”, este inspirat parțial din biografia căpitanului de artilerie (viitorul general de brigadă) Dragomir Radenković (1883–1944), care, în timpul Primului Război Mondial, a comandat bateria de artilerie a Diviziei Mixte, ce a realizat acțiunea militară prezentată în film. Autorii scenariului au introdus o inexactitate istorică: comandantul Diviziei Mixte a Armatei a 2-a nu a fost colonelul Zdravko Lukić (personaj fictiv), ci generalul Mihailo Rašić.
Regizorul Žika Mitrović (1921–2005) debutase în industria cinematografică în anii 1940 și crease filme populare și foarte apreciate, iar criticii autohtoni îl considerau unul dintre cei mari regizori de film iugoslavi ai epocii și singurul specialist iugoslav în domeniul filmelor de acțiune. În opinia criticului Mira Boglić, filmele lui Mitrović se caracterizau printr-o „consistență a stilului și viziunii artistice” și provocau cele mai puține controverse în evaluarea lor. Opinia ei nu era împărtășită însă de Petar Volk, istoric al cinematografiei iugoslave, care îl lăuda pe Mitrović pentru „abordarea matură a reprezentării evenimentelor” din cel de-al Doilea Război Mondial, dar susținea, cu toate acestea, că multe din filmele cineastului ar fi lipsite de „calități artistice”. Mitrović a devenit cunoscut ulterior pe plan internațional ca regizor al filmelor Ierburi amare (1966), Operațiunea Belgrad (1968) și Republica din Uzice (1974).

### Filmări
Filmările au fost realizate în anul 1964 pe peliculă color pentru ecran lat (prin procedeul cinemascop) și s-au desfășurat sub coordonarea directorului de imagine Milorad Marković. Rolurile principale au fost atribuite unor actori cunoscuți ai vremii precum Aleksandar Gavrić, Ljuba Tadić, Nikola Jovanović, Vlada Popović și Hussein Čokić. Decorurile au fost proiectate de Miomir Denić, iar costumele au fost confecționate de designera Danka Pavlović. Sunetul a fost înregistrat de inginerul Dušan Aleksić, iar muzica a fost compusă de Vasilije Mokranjac, profesor de compoziție la Facultatea de Muzică din Belgrad și membru al Academiei Sârbe de Științe și Arte. Montajul filmului a fost realizat de Katarina Stojanović. Durata filmului este de 107 minute.
Statul federal iugoslav condus de Iosip Broz Tito urmărea să suprime orice formă de naționalism etnic, așa că reprezentarea conflictelor militare anterioare (cu excepția celui de-al Doilea Război Mondial) era descurajată. Scenele de război incluse în film sunt emoționante și anticipează, prin patetismul lor, scenele patriotice din romanele ulterioare ale lui Dobrica Ćosić (1921–2014), viitorul președinte al Republicii Federale Iugoslavia (1992–1993). Fiind vorba de un film care avea o orientare naționalistă, detaliile producției sale au rămas secrete o lungă perioadă după apariția sa.
Maiorul Kursula trebuia inițial să continue urmărirea trupelor austro-ungare peste Drina, alături de căpitanul Kosta Hadži-Vuković, dar actorul Ljuba Tadić (interpretul lui Kursula) a considerat că ar fi fost mai frumos ca personajul său să moară eroic la finalul filmului, lucru cu care regizorul nu a fost inițial de acord. În ultima scenă a filmului Tadić a rostit o înjurătură („Drino, jebem ti”, în sârbă Дрино, јебем ти) care era folosită frecvent în limbile sârbă și bosniacă, iar păstrarea acestei înjurături în film a constituit o premieră în istoria cinematografiei sârbe.

## Recepție

### Lansare
Marșul spre Drina a fost lansat oficial la 17 iulie 1964 în Iugoslavia, iar mass-media iugoslavă a evitat să-l promoveze, în conformitate cu politica lui Tito, pentru a nu provoca apariția unor manifestări naționalist-etnice. Cu toate acestea, filmul a avut parte de o primire critică și comercială favorabilă, în ciuda controversei declanșate de subiectul său, a fost apreciat pentru dinamismul său și a reprezentat, alături de Kapetan Leši (1960), unul dintre cele mai mari succese ale regizorului Žika Mitrović, Marele succes al filmului a contribuit la transformarea marșului omonim al lui Binički în imnul identității naționale sârbe din Iugoslavia comunistă.
Premiera filmului în România a avut loc la 2 decembrie 2016 în Sala Auditorium a Pavilionului Muzeal Multicultural din Muzeul în aer liber din Dumbrava Sibiului. Acest eveniment a făcut parte din Seria Art Cine Club, un proiect cultural realizat de Muzeul ASTRA în parteneriat cu Asociația Martinus și Universitatea „Lucian Blaga”, și a constat din proiecția filmului și o discuție ulterioară pe următoarele teme: 1) Război în Balcani, 2) Marele Război reflectat în cinematografia europeană a anilor '50–'70, 3) Soldații țărani și războiul și 4) Paralelismele și interferențe româno-sârbe. Muzeograful sibian Adrian Scheianu, gazda acestui eveniment, a prezentat Marșul spre Drina astfel: „Filmul este nu numai o cronică plină de acuratețe a acestui eveniment ci și o ilustrare a dramei unui grup de soldați parte a unei mici națiuni care a făcut imposiblul posibil prin rezistența curajoasă cu care a înfruntat un imperiu. Trăirile acestor soldați sunt identice cu cele ale altor milioane de combatanți prinși în teribila încleștare de pe diferitele teatre de operațiuni ale Marelui Război”.

### Aprecieri critice

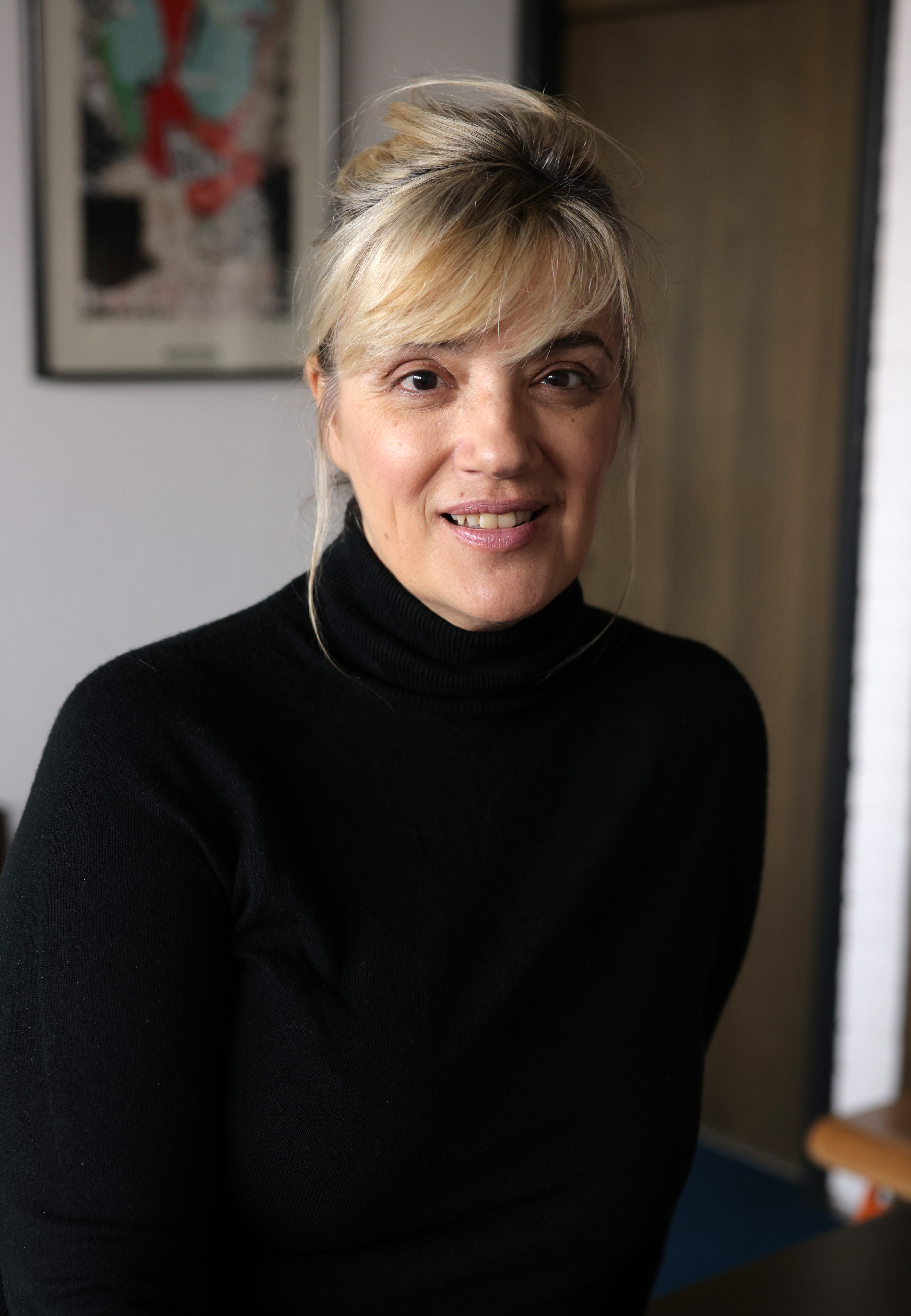
Profesoara Nevena Daković a remarcat lipsa „moralismului ideologic sufocant” al altor pelicule iugoslave din acea vreme

Criticii de film iugoslavi din perioada contemporană au lăudat filmul pentru prezentarea „poveștii ofițerilor și bărbaților care manifestă un sentiment național patriotic și unul special de război în cursul marșului și luptei” și pentru „stabilirea unui «dialog» între public și eroii filmului. Marșul spre Drina a fost descris drept „o creație echilibrată și armonioasă care ne întărește convingerea că putem atinge un nivel și o calitate unice și de invidiat într-un gen complicat”, dar și „un film greu și brutal unilateral”, cu un caracter romantic, și a fost considerat cel mai bun film de până atunci al lui Mitrović.
Într-un studiu dedicat cinematografiei iugoslave și postiugoslave, istoricul de film Nevena Daković, profesoară de teoria filmului la Universitatea de Artă din Belgrad, a inclus Marșul spre Drina, alături de Nevesinjska puška (1963), în categoria marilor filme de acțiune ale lui Žika Mitrović, care au prezentat atât întâmplări neglijate din istoria mai veche a Iugoslaviei (medievală și antebelică), cât și evenimente din vremea Războiului de eliberare națională a Iugoslaviei. Autoarea sus-menționată a susținut că filmele lui Žika Mitrović sunt lipsite de „moralismul ideologic sufocant” al altor pelicule iugoslave din acea vreme. Alți autori au susținut însă că Marșul spre Drina se conforma, în unele aspecte, stilului filmelor de război iugoslave din perioada comunistă.

### Premii
Marșul spre Drina a fost distins în anul 1964 cu premiul Marea Arenă de Argint pentru cel mai bun film la Festivalul Filmului Iugoslav de la Pula, fiind clasat pe locul al II-lea, în urma filmului Službeni položaj („Funcțiune oficială”) al lui Fadil Hadžić, care a obținut premiul principal, Marea Arenă de Aur. Actorul Ljuba Tadić a obținut la același festival premiul Arena de Aur pentru cel mai bun actor pentru interpretarea sa din Marșul spre Drina.
Regizorul Živorad (Žika) Mitrović a fost distins în anul 1964 cu Premiul Octombrie al oraşului Belgrad (Октобарска награда града Београда), care se acordă anual unor personalități din domeniile culturii și artei de către Adunarea orașului Belgrad, cu ocazia aniversării zilei eliberării Belgradului în cel de-al Doilea Război Mondial.
În conformitate cu atribuțiile sale asumate în baza Legii bunurilor culturale, Cinemateca Iugoslavă a alcătuit la 28 decembrie 2016 o listă de 100 de filme sârbe realizate în perioada 1911–1999, pe care le-a declarat bunuri culturale de mare importanță. Filmul Marșul spre Drina a fost inclus în această listă.

## Locuri de filmare

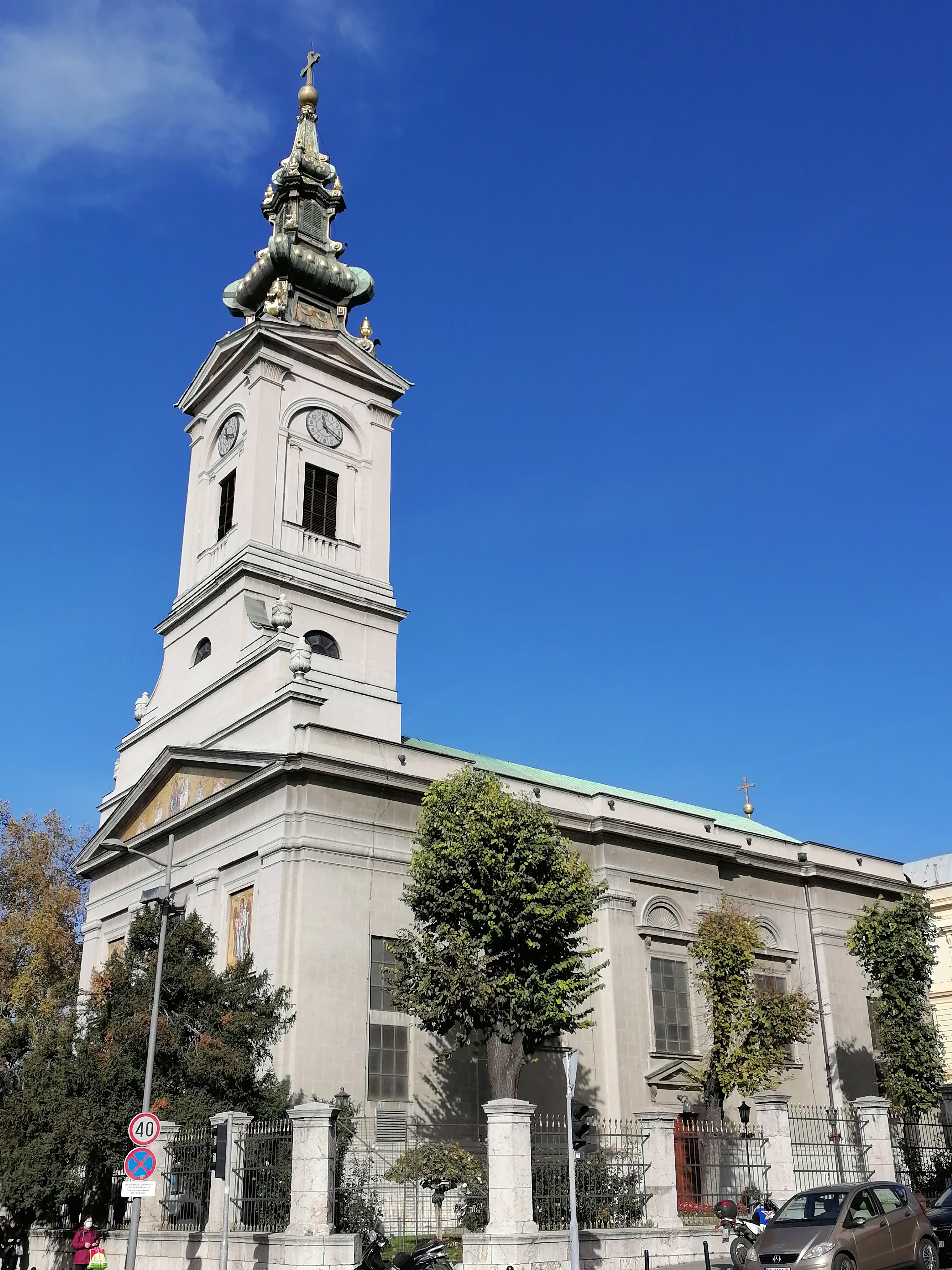
Catedrala „Sfântul Mihai” din Belgrad⁠(d)
Școala Elementară „Regele Petru I” din Belgrad⁠(d)
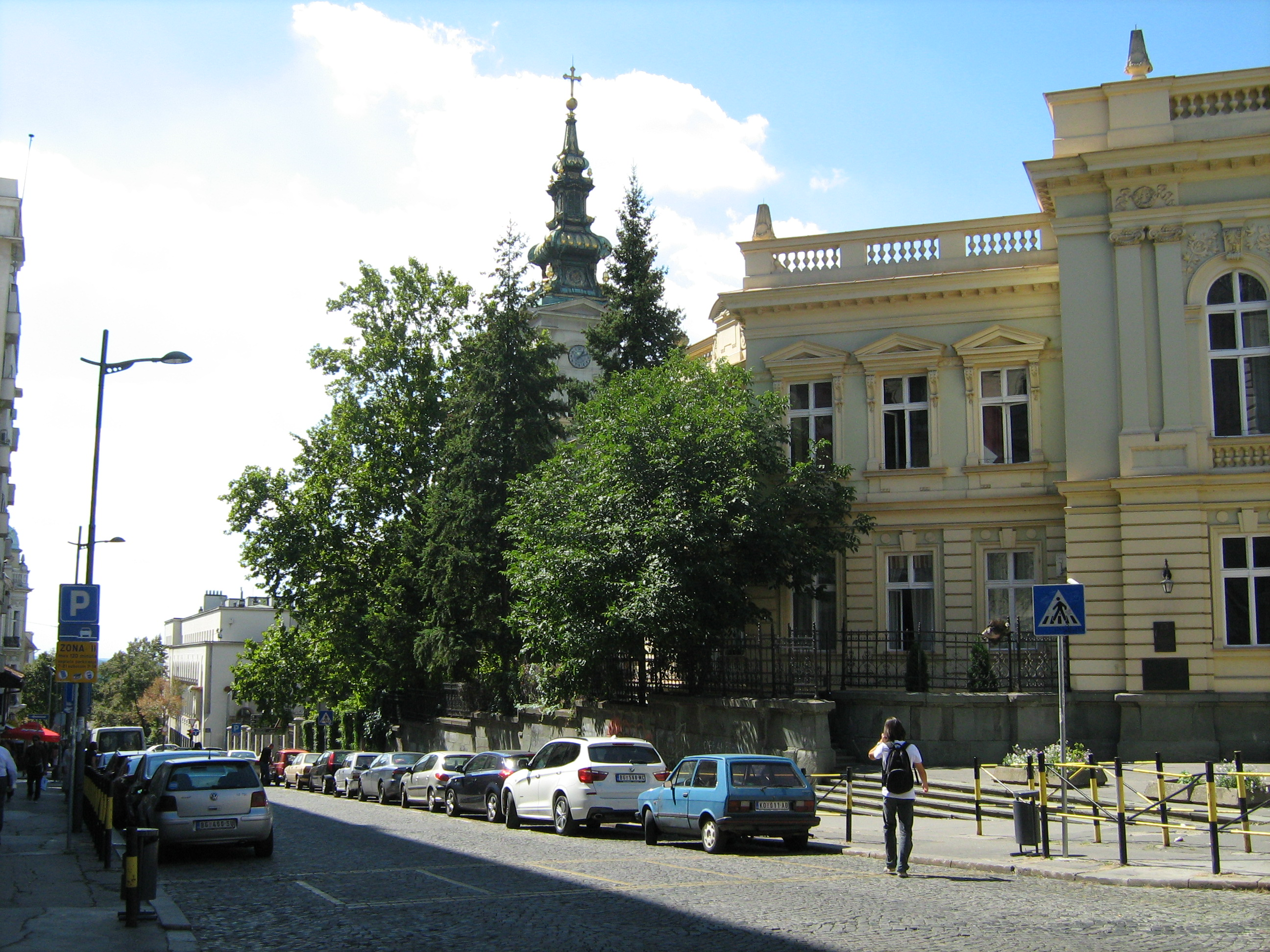
Ulica Kralja Petra din Belgrad⁠(d)
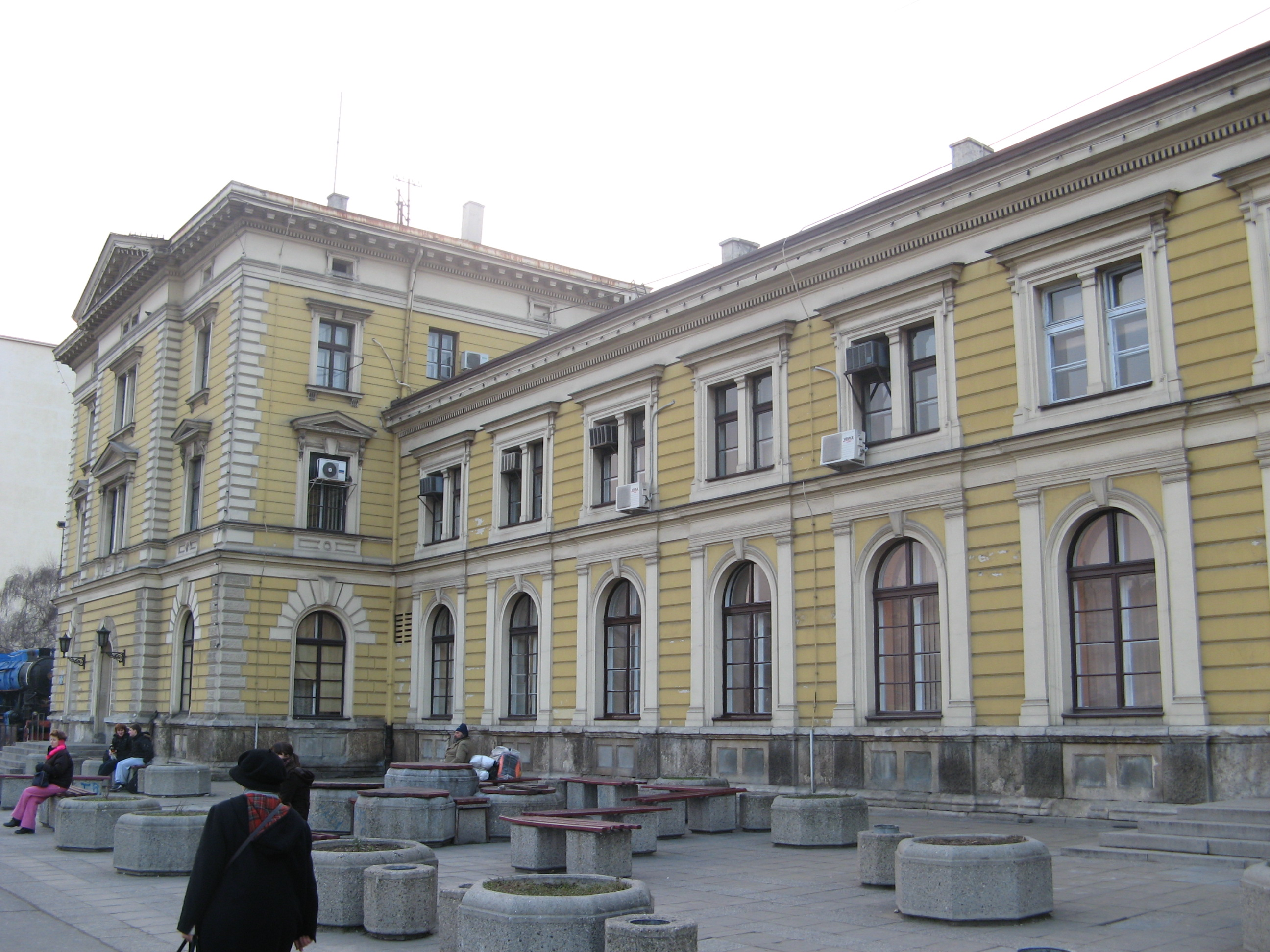
Gara Belgrad Glavna

## Legături externe
- en  Mars na Drinu la Internet Movie Database
- sh  Marš na Drinu în baza de date Filmska banka